# Моше Стекеліс
Моше Стекеліс (нар. 1898 — пом. 14 березня 1967) — російський археолог єврейського походження, який досліджував неолітичну ярмуцьку культуру у Шаарі ха-Голані.

## Життєпис
Народився в Кам'янець-Подільському Подільської губернії Російської імперії (тепер — Україна). Закінчив Одеський університет. З 1921 по 1924 рік працював заступником директора в Одеському археологічному музеї. За участь у сіоністському русі був засланий до Сибіру на три роки. Продовжив дослідження в області антропології, перебуваючи в еміграції й оселився в Палестині в 1928 році. Захистив докторську дисертацію у Анрі Брейя в 1930-их роках і став професором археології в Єврейському університеті Єрусалиму. Він зробив багато важливих відкриттів під час численних розкопок, працюючи з Дороті Гаррод над неолітом Леванту. Було відзначено, що його дослідження та знахідки «проливають світло на ранню людину і є неоціненними для реконструкції її розвитку».
Помер під час планування подальших досліджень долини річки Йордану у віці 69 років.